# 한국사 전
《한국사 전》은 2007년 6월 16일부터 2008년 10월 25일까지 방송되었던 역사 다큐멘터리 프로그램이다.

## 방송 내용
| 횟수 | 방송 일자        | 주인공                      | 부제                                                                       |
| ---- | ---------------- | --------------------------- | -------------------------------------------------------------------------- |
| 01   | 2007년 6월 16일  | 역관 홍순언                 | 인연, 조선의 운명을 바꾸다.                                                |
| 02   | 2007년 6월 23일  | 리진                        | 조선의 무희, 파리의 연인이 되다.                                           |
| 03   | 2007년 6월 30일  | 제왕 이정기                 | 대륙 속의 고구려 왕국                                                      |
| 04   | 2007년 7월 7일   | 신숙주                      | 세조의 킹메이커                                                            |
| 05   | 2007년 7월 14일  | 이준                        | 헤이그 특사, 이준 20일간의 외교기록                                        |
| 06   | 2007년 7월 21일  | 영조                        | 아버지의 눈물                                                              |
| 07   | 2007년 7월 28일  | 김만덕                      | 조선의 여성 CEO                                                            |
| 08   | 2007년 8월 11일  | 덕혜옹주                    | 라스트 프린세스                                                            |
| 09   | 2007년 8월 18일  | 최초의 프랑스 유학생 홍종우 | 내가 김옥균을 쏜 이유                                                      |
| 10   | 2007년 8월 25일  | 신유                        | 흑룡강의 200전사                                                           |
| 11   | 2007년 9월 1일   | 소현세자 빈 강씨            | 새로운 조선을 꿈꾸다.                                                      |
| 12   | 2007년 9월 8일   | 토정 이지함                 | 기인(奇人), 개혁을 꿈꾸다.                                                 |
| 13   | 2007년 9월 15일  | 고려 영웅 김윤후            | 몽골을 두 번 격파하다!                                                     |
| 14   | 2007년 9월 22일  | 내시 김처선                 | 왕의 남자.                                                                 |
| 15   | 2007년 9월 29일  | 김춘추                      | 백제를 멸하리라 - 김춘추의 지독한 복수                                     |
| 16   | 2007년 10월 6일  | 조선 선비 조완벽            | 베트남을 가다.                                                             |
| 17   | 2007년 10월 13일 | 단원 김홍도                 | 조선의 르네상스를 그리다.                                                  |
| 18   | 2007년 10월 20일 | 정조                        | 무인(武人) 정조대왕                                                        |
| 19   | 2007년 11월 3일  | 백헌 이경석                 | 난세에 서다.                                                               |
| 20   | 2007년 11월 10일 | 수사관 정약용               | 신중하고 신중하라.                                                         |
| 21   | 2007년 11월 17일 | 중흥군주 무령왕             | 백제! 다시 강국이 되다.                                                    |
| 22   | 2007년 12월 1일  | 철의 여인 정희왕후          | 조선의 완성을 꿈꾸다.                                                      |
| 23   | 2007년 12월 8일  | 허난설헌                    | 왜 조선에서 여자로 태어났을까.                                             |
| 24   | 2007년 12월 15일 | 홍의장군 곽재우             | 선비, 칼을 뽑다.                                                           |
| 25   | 2007년 12월 22일 | 한국천주교 창설주역 이벽    | 닫힌 시대의 젊은 열정                                                      |
| 26   | 2008년 1월 5일   | 무왕 대무예                 | 최초의 중원 침공, 당을 정벌하라                                            |
| 27   | 2008년 1월 12일  | 문왕 대흠무                 | 황제의 나라가 되다.                                                        |
| 28   | 2008년 1월 19일  | 송강 정철                   | 시인은 왜 당쟁의 투사가 되었나.                                            |
| 29   | 2008년 1월 26일  | 세종대왕                    | 밥은 백성의 하늘이다.                                                      |
| 30   | 2008년 2월 2일   | 세종대왕                    | 소리가 하늘이다.                                                           |
| 31   | 2008년 2월 9일   | 광해군                      | 명분인가? 실리인가? 고독한 왕의 투쟁 광해군                                |
| 32   | 2008년 2월 16일  | 명의 이헌길                 | 홍역으로부터 조선을 구하다.                                                |
| 33   | 2008년 3월 1일   | 독립운동의 대부 최재형      | 잊혀진 기록                                                                |
| 34   | 2008년 3월 29일  | 박문수                      | 박문수는 왜 암행어사의 전설이 됐나?                                        |
| 35   | 2008년 4월 5일   | 김염                        | 불꽃처럼 살다, 중국의 영화 황제 김염                                       |
| 36   | 2008년 4월 12일  | 백제 창왕                   | 2부작 미스터리 추적! 백제왕 창 제1편 - 스님이 되려한 왕                    |
| 37   | 2008년 4월 19일  | 백제 창왕                   | 2부작 미스터리 추적! 백제왕 창 제2편 - 왕의 꿈, 왕의 눈물                  |
| 38   | 2008년 4월 26일  | 이순신                      | 3부작 난중일기 인간 이순신의 기록 제1부 - 내가 무너지면 조선도 무너진다    |
| 39   | 2008년 5월 3일   | 이순신                      | 3부작 난중일기 인간 이순신의 기록 제2부 - 죽고자 하면 살 것이다            |
| 40   | 2008년 5월 10일  | 이순신                      | 3부작 난중일기 인간 이순신의 기록 제3부 - 몸은 죽고 나라는 살다            |
| 41   | 2008년 5월 17일  | 고구려 여인 우씨            | 두 번 왕후가 되다.                                                         |
| 42   | 2008년 5월 24일  | 김교각                      | 등신불이 된 신라왕자 김교각                                                |
| 43   | 2008년 5월 31일  | 간송 전형필                 | 국보를 되찾다, 문화유산 지킴이                                             |
| 44   | 2008년 6월 7일   | 효명세자                    | 춤을 사랑했던 왕세자                                                       |
| 45   | 2008년 6월 14일  | 이완용                      | 그는 왜 매국노가 되었나?                                                   |
| 46   | 2008년 6월 21일  | 혜경궁 홍씨                 | 피눈물의 기록 한중록, 혜경궁 홍씨 제1부 - 참고 참아 하늘만 부르짖었다      |
| 47   | 2008년 6월 28일  | 혜경궁 홍씨                 | 피눈물의 기록 한중록, 혜경궁 홍씨 제2부 - 한 자마다 눈물을 흘리며 기록하니 |
| 48   | 2008년 7월 5일   | 허균                        | 조선의 자유주의자, 혁명을 꿈꾸다                                           |
| 49   | 2008년 7월 12일  | 대호군 장영실               | 그는 왜 사라졌나?                                                          |
| 50   | 2008년 7월 19일  | 최경창, 홍랑                | 시인과 기생 사랑으로 시대를 넘다.                                          |
| 51   | 2008년 7월 26일  | 공민왕, 노국공주            | 신화가 된 사랑                                                             |
| 52   | 2008년 8월 2일   | 경주 최부자                 | 12대, 400년 부자의 비밀                                                    |
| 53   | 2008년 8월 9일   | 의병장 윤희순               | 붓과 총을 들었던 여성                                                      |
| 54   | 2008년 8월 30일  | 이승만                      | 이승만 2부작 제1부                                                         |
| 55   | 2008년 9월 6일   | 이승만                      | 이승만 2부작 제2부                                                         |
| 56   | 2008년 9월 20일  | 흥선대원군                  | 왜 아들과 화해하지 못했나.                                                 |
| 57   | 2008년 9월 27일  | 고려 외교관 서희            | 협상을 말하다.                                                             |
| 58   | 2008년 10월 4일  | 백제 성왕                   | 일본의 비불(秘佛)로 환생하다.                                              |
| 59   | 2008년 10월 11일 | 나혜석                      | 나는 말한다-내게 금지된 것을.                                              |
| 60   | 2008년 10월 18일 | 천추태후                    | 고려 여걸                                                                  |
| 61   | 2008년 10월 25일 | 마지막회                    | 다시보는 한국사전, 역사가 된 사람들                                        |

## 결방 사유 및 편성 변경
2008년
- 8월 16일 ~ 8월 23일 : 2008 베이징 올림픽 중계방송 관계로 인한 결방
- 9월 13일 : 추석특집 편성 관계로 인한 결방

## 단행본
모두 한겨레출판에서 출간되었다.
- 《한국사 傳》 (ISBN 978-89-8431-257-9)
- 《한국사 傳 2》 (ISBN 978-89-8431-281-4)
- 《한국사 傳 3》 (ISBN 978-89-8431-279-1)
- 《한국사 傳 4》 (ISBN 978-89-8431-297-5)
- 《한국사 傳 5》 (ISBN 978-89-8431-298-2)